# 坎農博爾鎮區 (北達科他州赫廷傑縣)
坎農博爾鎮區（英語：Cannon Ball Township）是位於美國北達科他州赫廷傑縣的一個鎮區。

## 地方資料
坎農博爾鎮區的面積為93.21平方千米，皆為陸地。根據2020年美國人口普查的數據，當地共有人口40人，而人口密度為每平方千米0.43人。